# Lherm (Alto Garona)
Lherm es una localidad y comuna francesa , situado en el departamento de Alto Garona y en la región de Mediodía-Pirineos. Sus habitantes se denominan por el gentilicio, en francés, lhermois.

## Geografía
Históricamente, se basa en una población con forma circular típica de varias poblaciones de la Edad Media en el Midi, con la iglesia situada en el centro (similar a la de la localidad de Bram), y antiguamente fortificada y rodeada de fosos, lo que define la forma de su centro histórico.
Actualmente se halla bajo la influencia de Toulouse, centro metropolitano situado a menos de 30km.

## Demografía
| 1962 | 1968 | 1975 | 1982 | 1990 | 1999 |
| ---- | ---- | ---- | ---- | ---- | ---- |
| 755  | 834  | 1092 | 1858 | 2266 | 2558 |

## Administración y política
El equipo municipal se encuentra en su segundo mandato.
En el referendo sobre la Constitución Europea ganó el no con un 62,95% de los votos.
Algunos resultados electorales recientes (primeras vueltas del sistema francés):
| extrema izquierda | comunistas | socialistas | verdes | derecha tradicional | Frente Nacional |
| ----------------- | ---------- | ----------- | ------ | ------------------- | --------------- |
| 3,4%              | 5,0%       | 45,7%       | 9,7%   | 17,4%               | 18,8%           |

| extrema izquierda (dos listas) | lista de izquierdas (socialistas, comuistas y otros) | Lista Caza y Pesca | derecha tradicional (dos listas) | Frente Nacional |
| ------------------------------ | ---------------------------------------------------- | ------------------ | -------------------------------- | --------------- |
| 14,8%                          | 42,9%                                                | 2,5%               | 21,6%                            | 18,2%           |

## Economía
Según el censo de 1999, la distribución de la población activa por sectores era:
| agricultura | industria | construcción | servicios |
| ----------- | --------- | ------------ | --------- |
| 3,4%        | 13,9%     | 9,4%         | 73,4%     |

## Historia
Desde 974 Lherm fue residencia del abad de Lézat, existiendo en el lugar una fortificación. Ésta desapareció durante el siglo XIII.
Burgo real desde 1329, también fue arciprestazgo hasta la Revolución, tras la cual tuvo el rango de cabeza de cantón entre 1790 y 1802. La población era un castro circular rodeado de fosos, que ya no existen, como tampoco las obras de fortificación medievales, la última de las cuales en desaparecer -en el siglo XIX- fue la antigua casa comunal.
Empujada por la agricultura, el burgo se extendió, y durante el Segundo Imperio se edificaron y embellecieron los edificios locales, casas e iglesia.
En el siglo XX declinó la agricultura, en particular la viticultura. Se produjo una disminución de población hasta los años 1970s. Entonces Lherm entró a formar parte de la tercera corona urbana de Toulouse, experimentando un nuevo periodo de crecimiento.

## Hermanamientos
- Binaced, España.[3]